# 1-й кавалерійський дивізіон
1-й кавалерійський дивізіон — перша кавалерійська частина  Добровольчої армії.

## Історія
18 грудня 1917 полковник  лейб-гвардії Уланського Його Величності полку  В. С. Гершельман почав формувати в  Ростові 1-й кавалерійський дивізіон. 5 січня 1918 дивізіон переведений в Таганрог з метою поповнення зброєю і кіньми, кинутими солдатами навчального ескадрону Заамурського кінного полку, а також 274-го і 275-го запасних піхотних полків. Крім коней, дивізіон запозичив 300 мексиканських карабінів. Кулемети були викрадені 10 січня в станиці Каменській під час «З'їзду фронтового козацтва»
З 13 (26) січня 1918 року брав участь у боях під Таганрогом. На початку  1-го Кубанського походу був зведений в офіцерський ескадрон. 26 березня (8 квітня) 1918 року ескадрон був влитий в 1-й кінний генерала Алексєєва полк.

## Чисельність
До 30 грудня в 1-му ескадроні (командир підполковник Селіванов) налічувалося 18 офіцерів, у 2-му ескадроні (командир підполковник  4-го гусарського Маріупольського полку  А . Ф. Балицький) — 26 добровольців при 4 офіцерах. До 10 січня 1918 дивізіон налічував 138 осіб (63 офіцери, 2 лікарі, сестра милосердя і 2 добровольці в 1-му ескадроні та 62 добровольці при 5 офіцерах у 2-му ескадроні).

## Полковий знак
Хрест залитий темно зеленою емаллю, петля — білою, перетнутий двома шашками — офіцерською і козачою. На хрест накладена срібна «мертва голова» у терновому вінці.